# Lepomis gibbosus
Crapet-soleil, Perche soleil
Espèce
Statut de conservation UICN

 LC  : Préoccupation mineure
Lepomis gibbosus, le Crapet-soleil ou la Perche soleil, est une espèce nord-américaine de poissons d'eau douce et saumâtre de la famille des Centrarchidae qui porte de nombreux autres noms en français. C'est un poisson migrateur potamodrome, c'est-à-dire qu'il migre, mais uniquement en eau douce.
À partir de l'Amérique du Nord, l'espèce a été introduite dans de nombreux pays du monde, où elle peut alors se montrer localement envahissante.

## Dénominations
Nom scientifique valide : Lepomis gibbosus (Linnaeus, 1758)
Noms recommandés ou typiques en français : Crapet-soleil (FAO et AFS),,.
Noms vulgaires : ce poisson est appelé de divers noms communs dans les ouvrages francophones. Ces noms usuels étant partagés par d'autres espèces, il convient de faire attention aux confusions. Par ordre alphabétique : Boër, Calicoba, Crapet commun, Perche arc-en-ciel, Perche argentée, Perche dorée, Perche-soleil (ou Perche soleil),, Poisson tricolore, Poisson-soleil…
Autres noms vernaculaires : Boir persico sole, calico-bass, caloco, médaille, perche d'Amérique, perche japonaise, etc.[réf. souhaitée]
En revanche, le nom d'« Achigan à petite bouche », parfois attribué à Lepomis gibbosus dans les ouvrages français, semble dû à une erreur ancienne de traduction car ce nom désigne une tout autre espèce de poissons au Canada : Micropterus dolomieu.

## Description

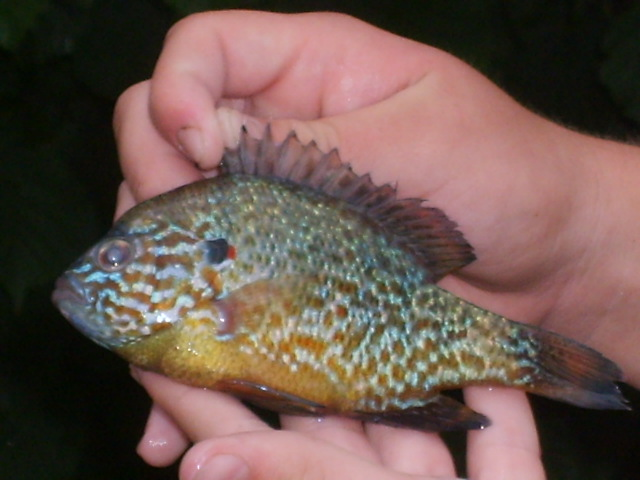
Crapet-soleil sorti de l'eau.

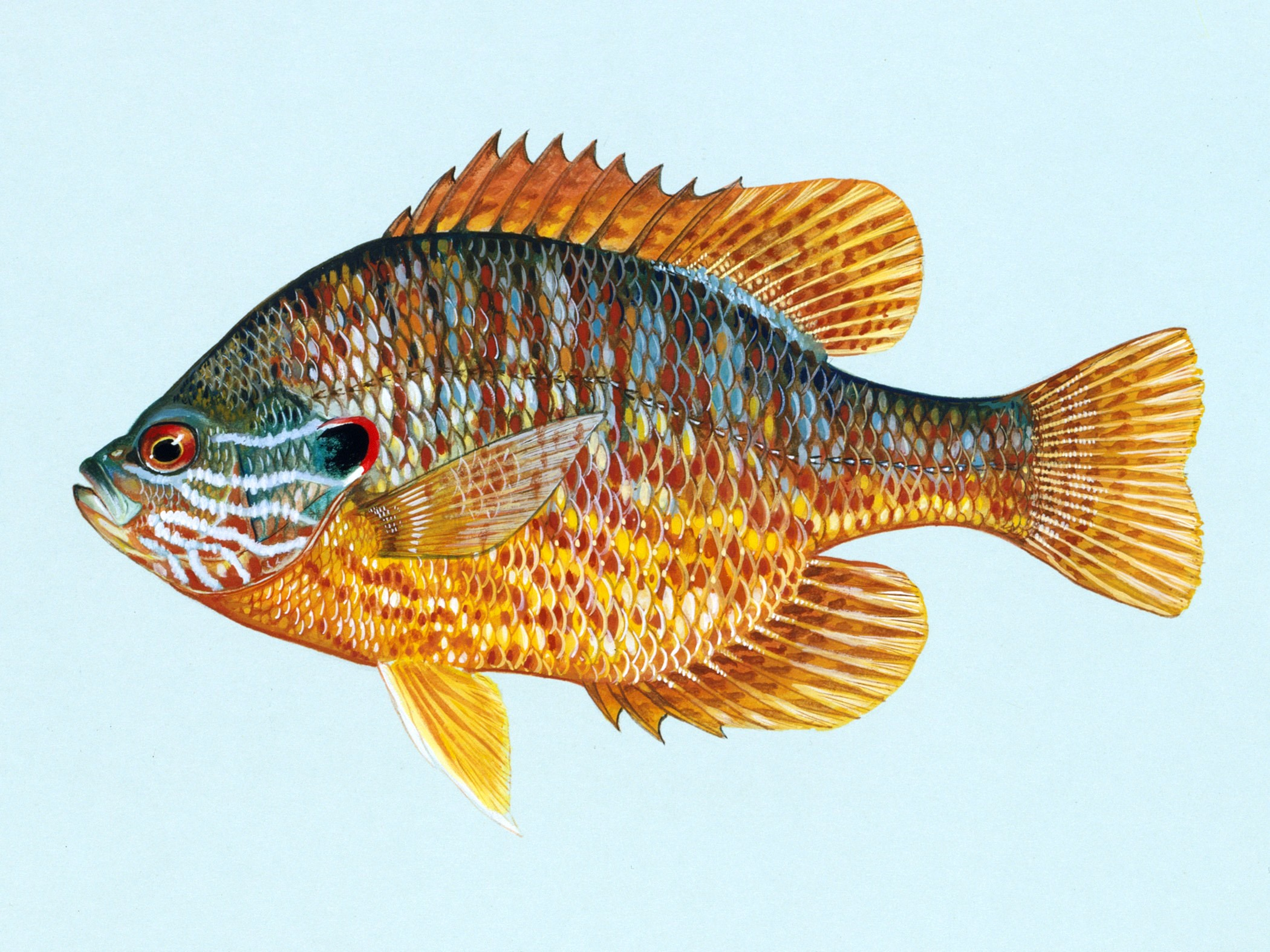
Lepomis gibbosus, planche zoologique.

Lepomis gibbosus est un poisson de forme discoïde, la bouche est petite, oblique vers le haut. La nageoire dorsale est composée de deux parties continues. L'opercule est recouvert d'écailles et se termine par une pointe molle. Il possède des piquants en dessous du ventre ce qui est plutôt rare pour un poisson de ce type. La couleur du poisson est souvent très vive à dominante bleu et vert sur le dos, les flancs étant jaune orangé. Le dimorphisme sexuel est peu apparent, même si le mâle est sensiblement plus grand et plus coloré et qu'il présente une tâche rouge vif sur l'opercule qui est absente ou terne chez la femelle.
La croissance varie selon les conditions du milieu. Leur taille moyenne varie entre 10 et 15 cm et peut aller jusqu'à 22 cm. Le poids maximum connu est de 620 g. En France, ces poissons dépassent rarement 15 cm, et il semble que les tailles maximales augmentent suivant un gradient nord-sud (sujet de plus de 20 cm dans le bas Rhône)[réf. nécessaire].

## Statut

### Espèce envahissante
Ce poisson est une espèce qui peut se montrer envahissante. Depuis 2019, cette espèce est inscrite dans la liste des espèces exotiques envahissantes préoccupantes pour l’Union européenne. Cela signifie qu'elle ne peut pas être importée, élevée, transportée, commercialisée, ou libérée intentionnellement dans la nature, et ce nulle part dans l’Union européenne.
En France, ce poisson est classé comme nuisible et ne doit donc être ni relâché ni transporté vivant.

## Comportement et écologie

### Alimentation
Ce poisson réputé très vorace est omnivore. Il se nourrit de presque tout, de vers, de crustacés, d'insectes, d'alevins et parfois de petits poissons et d'autres vertébrés ainsi que d'œufs de poisson.
Ce poisson fait partie de ceux qui en Amérique du Nord peuvent profiter des barrages de castors : la perche soleil grandit plus vite dans l'étang de retenue du castor, et y est en moyenne plus grosse (i.e. plus grosse que la moyenne des perches soleils observées dans un milieu de taille et profondeur comparable, mais non aménagé par les castors).

### Reproduction et durée de vie

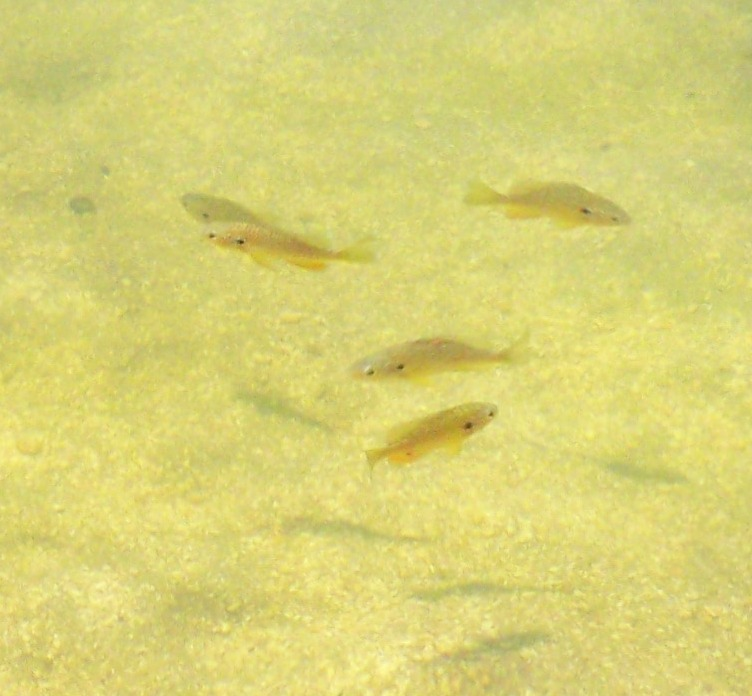
Jeunes individus dans un lac de barrage, en Espagne.

Le frai débute à la fin du printemps et peut avoir lieu jusqu'au début d'août. Le nid est construit par le mâle en eau peu profonde (15 à 30 cm) dans un endroit protégé par de la végétation. La femelle pond entre 1 500 et 3 000 œufs. Le mâle protège les œufs et les alevins. Ils éclosent 3 jours après la ponte. Un mâle peut se reproduire plusieurs fois dans le même nid dans une même saison avec une ou plusieurs femelles, successivement ou en même temps.
La perche soleil peut vivre entre huit et douze ans.

## Habitat et répartition

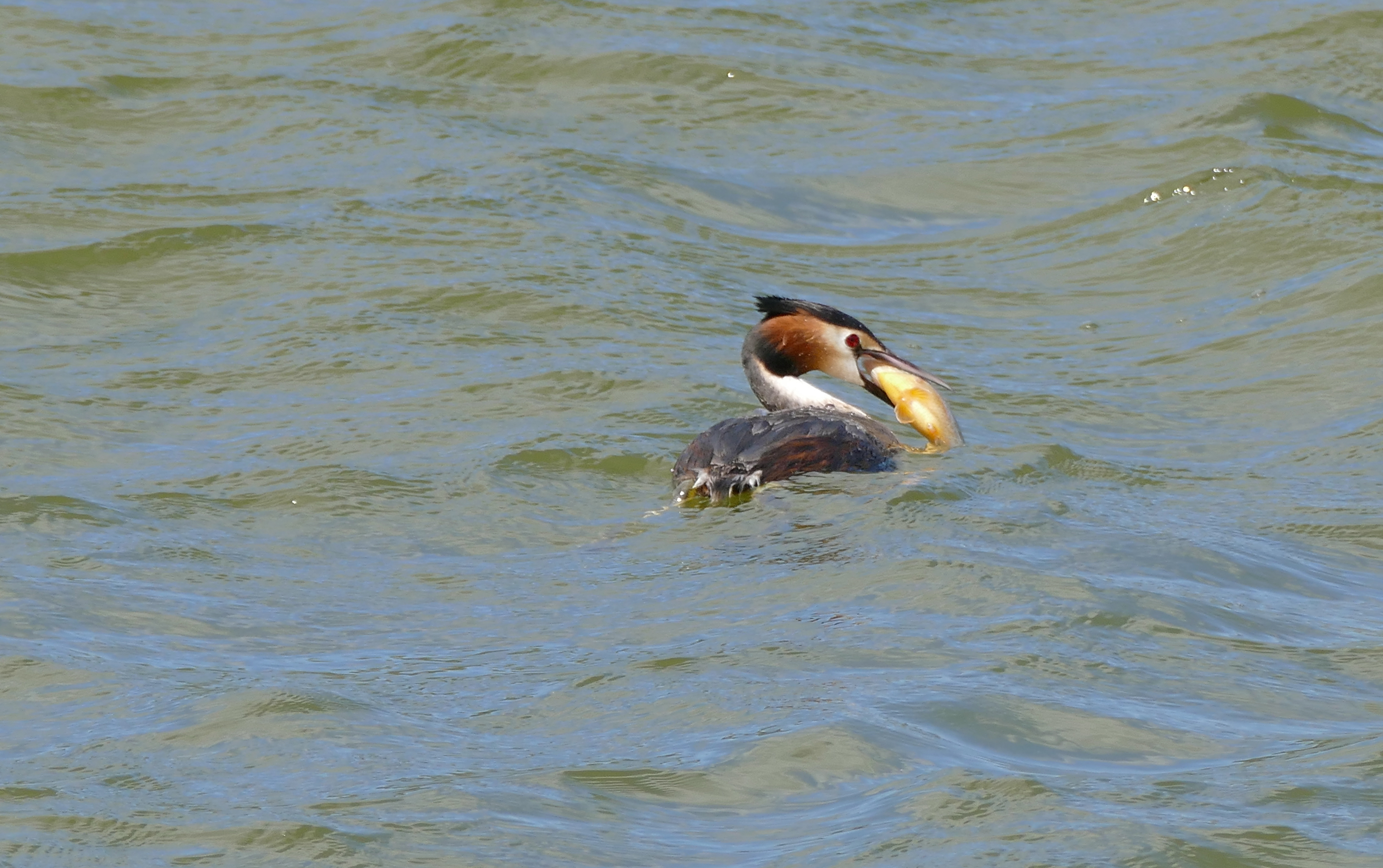
Un Grèbe huppé avalant un Crapet-soleil en Catalogne, Espagne.

La Perche soleil est originaire du nord-est de l'Amérique du Nord (du Nouveau-Brunswick à la Caroline du Sud).
Elle a été largement introduite ailleurs y compris en Amérique, où son impact écologique est généralement néfaste. Vorace, elle peut appauvrir considérablement le milieu où elle a été introduite.
En Europe, elle aurait été introduite en 1886 comme poisson d'agrément pour les aquariums ou bassins d'agrément. Certains spécimens ont été relâchés dans les rivières et des étangs. De là elle s'est répandue dans une grande partie des eaux douces européennes.
Au Japon, ce poisson aurait été introduit en 1960 par l'empereur Hirohito qui pensait trouver là une nouvelle ressource alimentaire.

## Lepomis gibbosuset l'Homme

### Pêche
Il se pêche accidentellement en recherchant d'autres espèces. Il est très vorace et avale profondément l'hameçon. Il mord à toutes les esches carnées de petite taille. Il est réputé — lorsque cela est permis — constituer un excellent appât vivant pour l'Achigan à petite bouche (Micropterus dolomieu).
En France, son classement comme espèce « nuisible » interdit d'utiliser la perche soleil pour la pêche au vif.

### Captivité
La perche soleil peut très bien vivre en aquarium. 350 litres au minimum sont nécessaires pour une seule perche de grosse taille. Ce poisson peut vivre avec des tanches, des perches, des poissons chat mais pas avec des brochets car elle risque de se faire manger.
En captivité, il peut aussi se nourrir de flocons, de morceaux de poisson, vers de vase et de crevettes. Une période de transition est cependant nécessaire pour habituer les poissons aux aliments artificiels.

### Cuisine
Ce poisson ne présente que peu d'intérêt culinaire. Sa chair fade contient beaucoup d'arêtes. Mais il peut quand même être frit quelques minutes.

## Systématique
Le nom valide complet (avec auteur) de ce taxon est Lepomis gibbosus (Linnaeus, 1758).
L'espèce a été initialement classée dans le genre Perca sous le protonyme Perca gibbosa Linnaeus, 1758.
Lepomis gibbosus a pour synonymes :
- Eupomotis gibbosus (Linnaeus, 1758)
- Lepomus gibbosus (Linnaeus, 1758)
- Perca gibbosa Linnaeus, 1758
- Pomotis vulgaris Cuvier, 1829

### Étymologie
Son épithète spécifique, du latin gibbosus, « bossu », n'a pas d'explication complètement avérée mais pourrait faire référence au profil abrupt et convexe des grands mâles